# Tiro ai Giochi della XXX Olimpiade - Pistola 25 metri automatica maschile
La gara di pistola 25 metri automatica maschile dei Giochi della XXX Olimpiade si svolgerà il 2 e il 3 agosto 2012. È prevista la partecipazione di 18 atleti.

## Formato
L'evento si articola in due fasi: un turno di qualificazione e la finale.
Nella qualificazione, ogni atleta spara 60 colpi, divisi in 5 serie da 12; in ognuno di essi, il punteggio varia da 0 da 10 (con incrementi di 1) a seconda della distanza dal centro del bersaglio. I primi 6 tiratori accedono alla finale.
Nella finale, ogni atleta spara 20 colpi addizionali, in 5 serie da 4, il cui punteggio ha un incremento di 0,1 (con un massimo di 10,9); il punteggio finale considera tutti gli 80 colpi sparati.

## Record
Prima della competizione, i record olimpici e mondiali erano i seguenti:
| Qualificazione  | Qualificazione                | Qualificazione    | Qualificazione  | Qualificazione |
| --------------- | ----------------------------- | ----------------- | --------------- | -------------- |
| Record mondiale | Aleksej Klimov (Russia)       | 591               | Granada, Spagna | 6 ottobre 2006 |
| Record olimpico | Keith Sanderson (Stati Uniti) | 583               | Pechino, Cina   | 16 agosto 2008 |
| Intera gara     |                               |                   |                 |                |
| Record mondiale | Aleksej Klimov (Russia)       | 34                | Milano, Italia  | 19 maggio 2012 |
| Record olimpico | Oleksandr Petriv (Ucraina)    | 780,2 (580+200,2) | Pechino, Cina   | 16 agosto 2008 |

## Programma
| Data          | Ora (BST/UTC+1) | Turno          |
| ------------- | --------------- | -------------- |
| 2 agosto 2012 | 10:30           | Qualificazioni |
| 3 agosto 2012 | 10:30           | Qualificazioni |
| 3 agosto 2012 | 14:30           | Finale         |

## Turno di qualificazione
| Pos. | Atleta                | Nazione       | 8 s | 6 s | 4 s | Fase 1 | 8 s | 6 s | 4 s | Fase 2 | Totale | Note |
| ---- | --------------------- | ------------- | --- | --- | --- | ------ | --- | --- | --- | ------ | ------ | ---- |
| 1    | Aleksej Klimov        | Russia        | 98  | 100 | 96  | 294    | 99  | 99  | 100 | 298    | 592    | Q,WR |
| 2    | Ding Feng             | Cina          | 98  | 98  | 97  | 293    | 99  | 99  | 97  | 295    | 588    | Q    |
| 3    | Leuris Pupo           | Cuba          | 99  | 98  | 96  | 293    | 99  | 98  | 96  | 293    | 586    | Q    |
| 4    | Vijay Kumar           | India         | 99  | 96  | 98  | 293    | 98  | 97  | 97  | 292    | 585    | Q    |
| 5    | Zhang Jian            | Cina          | 98  | 98  | 97  | 293    | 99  | 97  | 91  | 291    | 584    | Q    |
| 6    | Christian Reitz       | Germania      | 99  | 98  | 95  | 292    | 97  | 97  | 97  | 291    | 583    | Q    |
| 7    | Martin Podhráský      | Rep. Ceca     | 96  | 98  | 99  | 293    | 99  | 95  | 96  | 290    | 583    |      |
| 8    | Leonid Ekimov         | Russia        | 96  | 98  | 95  | 289    | 99  | 97  | 97  | 293    | 582    |      |
| 9    | Martin Strnad         | Rep. Ceca     | 98  | 97  | 92  | 287    | 97  | 99  | 97  | 293    | 580    |      |
| 10   | Kim Dae-Yoong         | Corea del Sud | 98  | 98  | 94  | 290    | 97  | 95  | 97  | 289    | 579    |      |
| 11   | Jorge Llames          | Spagna        | 99  | 95  | 94  | 288    | 96  | 99  | 96  | 291    | 579    |      |
| 12   | Roman Bondaruk        | Ucraina       | 98  | 94  | 92  | 284    | 99  | 99  | 97  | 295    | 579    |      |
| 13   | Emil Milev            | Stati Uniti   | 98  | 98  | 96  | 292    | 98  | 94  | 94  | 286    | 578    |      |
| 14   | Keith Sanderson       | Stati Uniti   | 98  | 96  | 94  | 288    | 99  | 97  | 94  | 290    | 578    |      |
| 15   | Jakkrit Panichpatikum | Thailandia    | 99  | 99  | 93  | 291    | 97  | 97  | 93  | 287    | 578    |      |
| 16   | Ralf Schumann         | Germania      | 96  | 97  | 94  | 287    | 97  | 98  | 95  | 290    | 577    |      |
| 17   | Afanasijs Kuzmins     | Lettonia      | 98  | 97  | 94  | 289    | 96  | 93  | 91  | 280    | 569    |      |
| 18   | David Chapman         | Australia     | 92  | 94  | 92  | 278    | 97  | 91  | 93  | 281    | 559    |      |

## Finale
| Pos. | Atleta          | 1 | 2 | 3 | 4 | 5 | 6 | 7 | 8 | Totale | Note |
| ---- | --------------- | - | - | - | - | - | - | - | - | ------ | ---- |
|      | Leuris Pupo     | 3 | 5 | 5 | 5 | 4 | 4 | 4 | 4 | 34     | EFWR |
|      | Vijay Kumar     | 5 | 4 | 4 | 3 | 4 | 4 | 4 | 2 | 30     |      |
|      | Ding Feng       | 4 | 5 | 4 | 3 | 4 | 4 | 3 | X | 27     |      |
| 4    | Aleksej Klimov  | 5 | 4 | 3 | 2 | 4 | 5 | X | X | 23     |      |
| 5    | Zhang Jian      | 3 | 5 | 4 | 2 | 3 | X | X | X | 17     |      |
| 6    | Christian Reitz | 3 | 3 | 4 | 3 | X | X | X | X | 13     |      |